# Edgar Faure

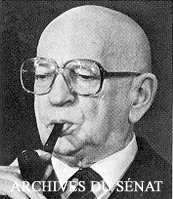
Edgar Faure

Edgar Faure (18 de agosto de 1908 - 30 de marzo de 1988) fue un político, escritor y académico francés nacido en  Béziers (Hérault) y muerto en París. Fue un hombre de estado y una fuerte personalidad política, varias veces ministro, presidente del Consejo de gobierno y presidente de la Asamblea Nacional de Francia. Miembro de la Academia Francesa en la que ocupó la silla número 18.

## Datos biográficos

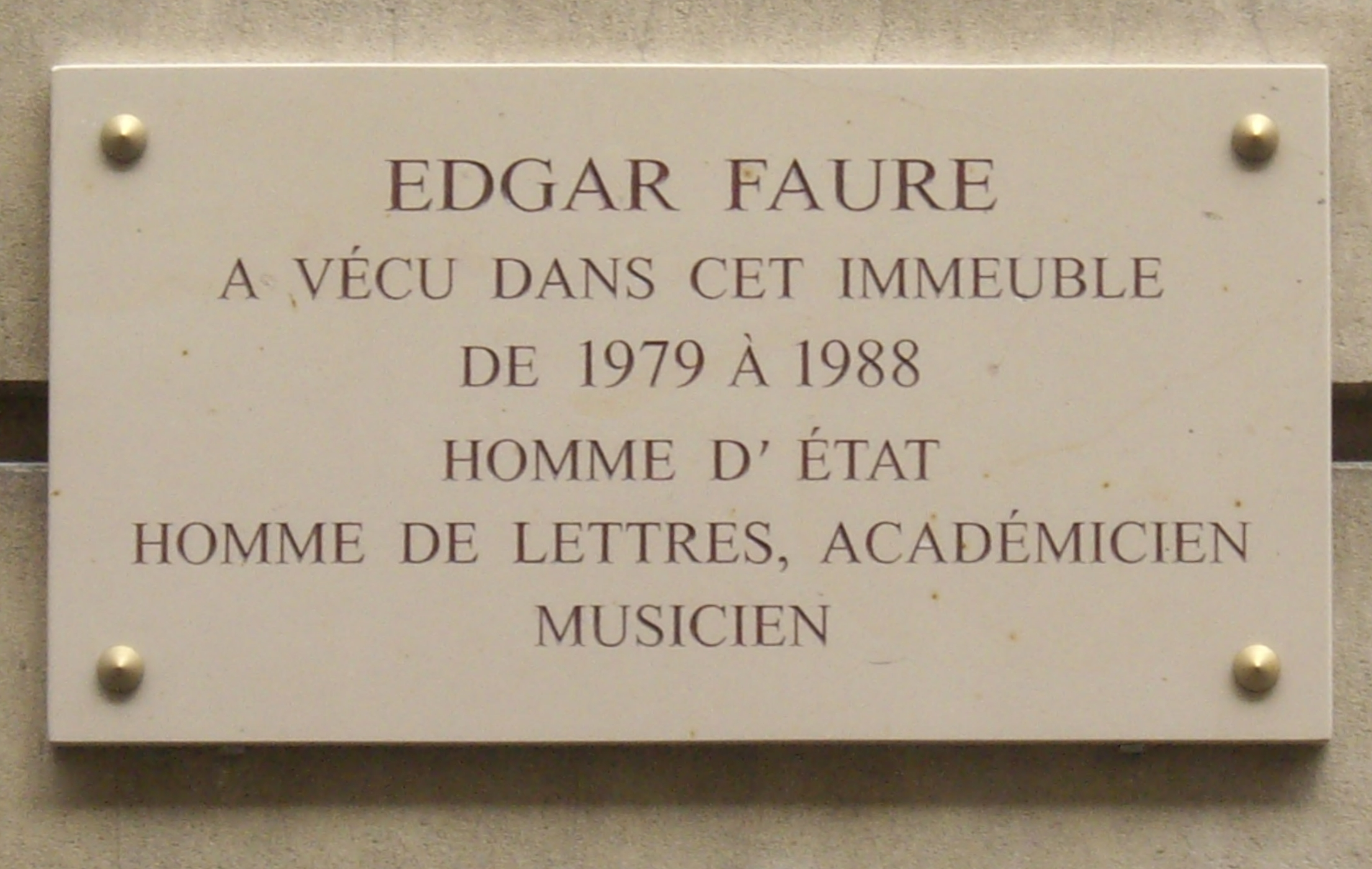
Placa conmemorativa en la casa que vivió Edgar Faure en el número 134 de la calle de Grenelle, en París

Fue alumno del liceo Voltaire en París. Más tarde Edgar Faure emprendió estudios de derecho y de lenguas extranjeras (ruso). Ejerció en París la profesión de abogado habiendo sido miembro de la Barra de Abogados a los 21 años. Habiéndose interesado en la política se incorporó al Partido Republicano Radical y Radical Socialista.
Estudió en el Lycée Janson de Sailly de París. 
En 1931, se casó con Lucie Meyer y cosa inusual en la época, tuvieron su luna de miel en la URSS.
En 1941, testificó a favor de Pierre Mendes France, en el proceso legal de Clermont-Ferrand con el que el régimen de Vichy llevó a la cárcel al político coetáneo de Faure.
En 1942, viajó a Túnez en compañía de su esposa que era judía y de su hija. Después se trasladó a Argelia, al cuartel general de Charles de Gaulle, donde desempeñó el cargo de jefe del servicio legislativo en el gobierno provisional de la república francesa. En 1945 fue procurador general adjunto de Francia en el proceso de Núremberg.
En 1945 participó en las elecciones generales en París siendo derrotado. Se incorporó la Partido Republicano Radical y Radical Socialista y fue elegido en la tercera consulta electoral de 1946. Ese fue su ingreso a la política en Francia y el inicio de una larga carrera en cargos de elección, abanderando a varios partidos, a los que se adhirió a lo largo de su vida. Como funcionario público ocupó muy importantes cargos, llegando incluso a ser precandidato a la presidencia de la república y desempeñando el cargo de presidente de la Asamblea Nacional y dos veces la presidencia del Consejo de gobierno, bajo la administración de René Pleven primero y de Pierre Mèndes France, después.
Fue elegido miembro de la Academia Francesa en 1978, ocupando la silla número 18. Falleció en París en 1988. Se encuentra inhumado en el cementerio de Passy.

## Cargos de elección
Mandatos locales
- 1947-1970: alcalde de Port-Lesney (Jura)
- 1949-1967: presidente del Consejo general del Jura
- 1967-1979: consejero general del Cantón de Pontarlier (Doubs)
- 1971-1977: alcalde de Pontarlier
- 1983-1988: alcalde de Port-Lesney

Mandatos de diputado
- 1946-1958: diputado (Partido Republicano Radical y Radical Socialista) del Jura
- 1967-1980: diputado de Doubs
- 1973-1978: presidente de la Asamblea Nacional francesa.

Mandatos regionales
- 1974-1981: presidente del Consejo regional de Franche-Comté.
- 1986-1987: presidente del Consejo regional de Franche-Comté.

Mandatos de senador
- 1959-1966: senador del Jura (grupo de la izquierda democrática)
- 1980-1988: senador de Doubs

## Función gubernamental
- Secretario de Estado (Finanzas), gobierno de  Henri Queuille (13 de febrero al 28 de octubre de 1949)
- Secretario de Estado (Finanzas), gobierno de Georges Bidault (29 de octubre de 1949 al 2 de julio de 1950)
- Ministro del Presupuesto en el gobierno de Henri Queuille (del 2 al 12 de julio de 1950)
- Ministro del Presupuesto en el gobierno de René Pleven (del 12 de julio de 1950 al 10 de marzo de 1951)
- Ministro del Presupuesto en el gobierno de Henri Queuille (del 10 de marzo al  11 de agosto de 1951)
- Ministro de Justicia en el gobierno de René Pleven (del 11 de agosto de 1951 al 20 de enero de 1952)
- Presidente del Consejo, ministro de Finanzas (del 20 enero al 8 de marzo de 1952)
- Ministro de Finanzas y Asuntos Económicos del gobierno de Joseph Laniel (del 28 de junio de 1953 al 18 de junio de 1954)
- Ministro de Finanzas y Asuntos Económicos y del Plan del gobierno de Pierre Mendès France (del 18 de junio de 1954 al 20 de enero de 1955)
- Ministro de Asuntos Extranjeros del gobierno de Pierre Mendès France (del 20 de enero al 23  de febrero de 1955)
- Presidente del Consejo (del 23 de febrero de 1955 al 1 de febrero de 1956), ministro del Interior (interino, del 1 de diciembre de 1955 al 1 de febrero de 1956)
- Ministro de Finanzas y Asuntos Económicos y del Plan del gobierno de Pierre Pflimlin (del 14 de mayo al 1 de junio de 1958)
- Ministro de Agricultura del gobierno de Georges Pompidou (del 8 de febrero de 1966 al 6 de abril de 1967)
- Ministro de Agricultura del gobierno de Georges Pompidou (del 6 de abril de 1967 al 12 de julio de 1968)
- Ministro de la Educación Nacional en el gobierno de Maurice Couve de Murville (del 12 de julio de 1968 al 20 de junio de 1969)
- Ministro de Estado encargado de Asuntos Sociales del gobierno de Pierre Messmer (del 6 de julio de 1972 al 2 de abril de 1973)

## Obra
Algunas de sus obras literarias fueron publicadas bajo el seudónimo de Edgar Sanday.

(en francés)
- Pascal: le procès des provinciales, Firmin Didot, 1930
- Le Pétrole dans la paix et dans la guerre, Nouvelle revue critique, 1938
- Pour rencontrer M. Marshes, Sequana Éditeur, 1942 (Roman policier publié sous le pseudonyme Ed Faure,réédité en 10/18 dans la collection grands détectives)
- L'installation du président Fitz Mole, Sequana Éditeur (Roman policier publié sous le pseudonyme Ed Faure, réédité en 10/18 dans la collection grands détectives)
- Mr Langois n'est pas toujours égal à lui-même  Julliard 1950 (Roman "d'atmosphère" publié sous le pseudonyme Edgar Sanday, réédité en 10/18 dans la collection grands détectives)
- Le Serpent et la Tortue (les problèmes de la Chine populaire), Juillard, 1957
- La Disgrâce de Turgot, Gallimard, 1961
- La Capitation de Dioclétien, Sirey, 1961
- Prévoir le présent, Gallimard, 1966
- L'Éducation nationale et la participation, Plon, 1968
- Philosophie d'une réforme, Plon, 1969
- L'Âme du combat, Fayard, 1969
- Ce que je crois, Grasset, 1971
- Pour un nouveau contrat social, Seuil, 1973
- Au-delà du dialogue avec Philippe Sollers, Balland, 1977
- La Banqueroute de Law, Gallimard, 1977
- La Philosophie de Karl Popper et la société politique d'ouverture, Firmin Didot, 1981
- Mémoires I, « Avoir toujours raison, c'est un grand tort», Plon, 1982
- Mémoires II, « Si tel doit être mon destin ce soir», Plon, 1984
- Discurso pronunciado en la Academia francesa con motivo de la recepción de Senghor el 29 de marzo de 1984